# 山形県社会人サッカーリーグ
山形県社会人サッカーリーグ（やまがたけんしゃかいじんサッカーリーグ）は、全国の各都道府県にあるサッカーの都道府県リーグのひとつで、山形県のサッカークラブチームが参加している。
2025年現在では第37回を数える。

## 概要&レギュレーション
山形県社会人サッカーリーグは2部で構成される。各リーグともに2回戦総当たり。毎年4月から10月にかけて行われる。
- 1部（6チーム）
- 2部（6チーム）

2012年までは1部・2部ともに8チーム1回戦総当たりで運営されていたが、2013年に1部・2部を統合し14チーム1回戦総当たりで開催。翌2014年からは1部6チーム2回戦総当たり・2部9チーム1回戦総当たりに再編され、さらに2部は2018年に8チーム1回戦総当たり、2019年から6チーム2回戦総当たりに変更されている。
2020年は新型コロナウイルスの影響により、1回戦総当たりの1次リーグののち、上位・下位3チームずつに分かれての2次リーグを行う方式に変更された。

### 昇格・降格について
- 1部優勝チームは東北社会人サッカーリーグ2部昇格参入戦に進出。宮城県・福島県リーグ優勝チームまたは東北リーグ2部南下位チームのいずれかと1試合を行い、勝つと東北リーグ2部南に昇格。
  - 2013年から2021年までは、1部優勝チームは東北リーグ2部南に自動昇格していた。
    - かつての運営要項では優勝チームは必ず翌年の東北リーグ2部に参加することとされており[3]、昇格辞退は認められていなかった。
    - 2021年度の運営要項[4]には東北リーグへの昇格義務に関する規定がなく、同年1部優勝のHOEI FCは翌年の東北リーグ昇格を辞退し[5]、2位以下のチームの繰り上げもなかった。なお同年の東北リーグ2部南は途中で打ち切られ、当初予定されていた「参入戦」の開催も中止となり、昇格条件は「県リーグを実施した県における成立要件をクリアしたチームの推薦を受け昇格させる」とされていた[6]。
- 1部5位・6位は2部に自動降格。2部1位・2位は1部に自動昇格。
- 次年度の県リーグ参加を希望するチームが複数いる場合、希望チーム同士でチャレンジマッチを行う。チャレンジマッチの成績上位チームは2部下位チームとの入替戦を行う[7]。

なお、昇降格に関してはJFL・東北リーグの昇格降格数により変更があり、詳しくは運営委員会により協議のうえ決定する。

## 所属クラブ（2025年）

### 1部
- 長井クラブ
- 山形BB
- 三川SC
- 金井クラブ
- 萩野クラブ
- 長井FC

### 2部
- 新庄バリエンテFC
- 致道FC
- HOEI FC
- サルバトーレ櫛引FC
- 酒田琢友クラブ
- 中山クラブ

## 歴代優勝チーム

### 1部
- 第01回（1989年）NEC山形
- 第09回（1997年）櫛引クラブ
- 第10回（1998年）櫛引クラブ
- 第11回（1999年）
- 第12回（2000年）櫛引クラブ
- 第13回（2001年）
- 第14回（2002年）FC.Parafrente
- 第15回（2003年）金井クラブ
- 第16回（2004年）櫛引クラブ
- 第17回（2005年）金井クラブ
- 第18回（2006年）酒田琢友クラブ
- 第19回（2007年）FC.Parafrente
- 第20回（2008年）FCパラフレンチ米沢
- 第21回（2009年）酒田琢友クラブ
- 第22回（2010年）FCパラフレンチ米沢
- 第23回（2011年）山形FC
- 第24回（2012年）酒田琢友クラブ
- 第25回（2013年）戸沢FC（※1部・2部統合リーグ）
- 第26回（2014年）酒田琢友クラブ
- 第27回（2015年）戸沢FC
- 第28回（2016年）三川SC
- 第29回（2017年）大山SC
- 第30回（2018年）三川SC
- 第31回（2019年）FCパラフレンチ米沢
- 第32回（2020年）長井クラブ
- 第33回（2021年）HOEI FC
- 第34回（2022年）HOEI FC
- 第35回（2023年）三川SC
- 第36回（2024年）FCパラフレンチ米沢

### 2部
- 第17回（2005年）酒田琢友クラブ
- 第18回（2006年）萩野クラブ
- 第19回（2007年）米沢蹴友クラブ
- 第20回（2008年）大山SC
- 第21回（2009年）金井クラブ
- 第22回（2010年）金井クラブ
- 第23回（2011年）豊浦クラブ
- 第24回（2012年）戸沢FC
- 第26回（2014年）神町自衛隊
- 第27回（2015年）豊浦クラブ
- 第28回（2016年）大山SC
- 第29回（2017年）神町自衛隊
- 第30回（2018年）サルバトーレ櫛引FC
- 第31回（2019年）長井クラブ
- 第32回（2020年）萩野クラブ
- 第33回（2021年）山形FC
- 第34回（2022年）致道FC
- 第35回（2023年）山形BB
- 第36回（2024年）萩野クラブ